# Witkruinlederkop
De witkruinlederkop (Philemon argenticeps) is een endemische zangvogelsoort uit de familie van de honingeters die in Australië voorkomt.

## Kenmerken
De witkruinlederkop is 27,0 tot 31,5 cm lang. Het is een vrij kleine, grijsbruin en wit gekleurde soort lederkop. Typische kenmerken van deze soort zijn de "helm" (een korte, zwarte, ronde verhoging op de  bovensnavel die doorloopt tot de kop) en een zwart gekleurde, naakte huid rond het oog tot aan de snavel. De witkruinlederkop lijkt op de Timorese helmlederkop maar de witkruinlederkop is kleiner, de helm is minder lang en de witkruinlederkop heeft door de witte kruin een duidelijk zwart wit contrast op de kop en verder een lichte buik.

## Verspreiding en leefgebied
De soort komt voor in het noordoosten van West-Australië, het noorden van het Noordelijk Territorium en Noord-Queensland. De leefgebieden van de witkruinlederkop liggen in open bosgebieden, vaak in de buurt van water, mangrove en heuvelige gebieden met struikgewas en ook wel aan de rand van cultuurgebied, tuinen en parken mits daar bloesems zijn.
De soort telt twee ondersoorten:
- P. a. argenticeps: het noordelijke deel van Centraal-Australië.
- P. a. kempi: Kaap York.

## Status
De witkruinlederkop heeft een groot verspreidingsgebied en daardoor alleen al is de kans op de status  kwetsbaar (voor uitsterven) uiterst gering. De grootte van de populatie is niet gekwantificeerd, maar de soort is algemeen en de aantallen blijven stabiel. Om deze redenen staat deze lederkop als niet bedreigd op de Rode Lijst van de IUCN.